# Palla Palla
Palla Palla è uno dei principali quartieri di San Giovanni in Fiore, in provincia di Cosenza.

## Storia
Inizialmente Palla Palla si presentava come un nucleo urbano a sé stante, ma sempre sotto il controllo di San Giovanni in Fiore. Quindi, per molti anni è stata considerata una frazione di San Giovanni, ma ad oggi tale nomenclatura non appare più adatta al contesto del quartiere. Con ogni probabilità, è state la prima vera e propria “Zona Industriale” sorta a San Giovanni in Fiore.

## Geografia
Crocevia storico fra la città e i paesi di Savelli e Castelsilano, è un agglomerato urbano di notevoli dimensioni che si è sviluppato tra la ex SS 107 (ora 108 bis) e la ex 108 ter (ora SP 260).

## Monumenti e luoghi d'interesse
- La Chiesa dell'Ecce Homo, edificata agli inizi del XVIII secolo.